# Voltooid verleden tijd
De voltooid verleden tijd (VVT of plusquamperfectum) is een vorm van de verleden tijd die meestal bestaat uit een onderwerp, een hulpwerkwoord in de onvoltooid verleden tijd en een voltooid deelwoord.

## Nederlands

#### Gebruik
- duidt een tijdstip in het verleden aan dat een ander feit in het verleden voorafgaat
- duidt een handeling of gebeurtenis aan die op een tijdstip in het verleden reeds voltooid was
- benadrukt de voltooidheid van een handeling, vóór een ander feit in het verleden
- benadrukt het resultaat van een handeling in het verleden
- duidt op een handeling of gebeurtenis die niet gebeurd is (irrealis)

#### Voorbeelden
- Het had gesneeuwd voor de strooidienst enige actie kon ondernemen.
- Toen hij 25 jaar was, had Jan 5 jaar gewerkt.
- Mevrouw De Backer was al overvallen (geworden) toen de politie ter plaatse was.
- Jantje had zijn kamer toch opgeruimd voor z'n vriendjes kwamen spelen.
- Had ik als tiener maar beter opgelet in de klas.

## Engels
De Engelse past perfect simple komt zowel qua vorm als betekenis vrijwel overeen met de Nederlandse voltooid verleden tijd en wordt gevormd door de simple past van have te combineren met het voltooid deelwoord van het hoofdwerkwoord: He had shouted.
De past perfect progressive wordt gevormd door de collocatie had been te combineren met het tegenwoordig deelwoord van het hoofdwerkwoord (waarbij been wordt beschouwd als grammaticaal partikel). Deze verleden tijd wordt vooral gebruikt om de nadruk te leggen op het op een bepaald moment in het verleden voortdurende karakter van de beschreven handeling of toestand: We had been waiting.